# Émile Mendels
Pour les articles homonymes, voir Mendels.
 (mars 2025).
La mise en forme du texte ne suit pas les recommandations de Wikipédia : il faut le « wikifier ».
Les points d'amélioration suivants sont les cas les plus fréquents :
- Les titres sont pré-formatés par le logiciel. Ils ne sont ni en capitales, ni en gras.
- Le texte ne doit pas être écrit en capitales (les noms de famille non plus), ni en gras, ni en italique, ni en « petit »…
- Le gras n'est utilisé que pour surligner le titre de l'article dans l'introduction, une seule fois.
- L'italique est rarement utilisé : mots en langue étrangère, titres d'œuvres, noms de bateaux, etc.
- Les citations ne sont pas en italique mais en corps de texte normal. Elles sont entourées par des guillemets français : « et ».
- Les listes à puces sont à éviter, des paragraphes rédigés étant largement préférés. Les tableaux sont à réserver à la présentation de données structurées (résultats, etc.).
- Les appels de note de bas de page (petits chiffres en exposant, introduits par l'outil «  Source ») sont à placer entre la fin de phrase et le point final[comme ça].
- Les liens internes (vers d'autres articles de Wikipédia) sont à choisir avec parcimonie. Créez des liens vers des articles approfondissant le sujet. Les termes génériques sans rapport avec le sujet sont à éviter, ainsi que les répétitions de liens vers un même terme.
- Les liens externes sont à placer uniquement dans une section « Liens externes », à la fin de l'article. Ces liens sont à choisir avec parcimonie suivant les règles définies. Si un lien sert de source à l'article, son insertion dans le texte est à faire par les notes de bas de page.
- La présentation des références doit suivre les conventions bibliographiques. Il est recommandé d'utiliser les modèles {{Ouvrage}}, {{Chapitre}}, {{Article}}, {{Lien web}} et/ou {{Bibliographie}}. Le mode d'édition visuel peut mettre en forme automatiquement les références.
- Insérer une infobox (cadre d'informations à droite) n'est pas obligatoire pour parachever la mise en page.

Pour une aide détaillée, merci de consulter Aide:Wikification.
Si vous pensez que ces points ont été résolus, vous pouvez retirer ce bandeau et améliorer la mise en forme d'un autre article.
 (mars 2025).
- Si vous ne connaissez pas le sujet, laissez ce bandeau (vous pouvez alors contacter les auteurs).
- Si vous supprimez le contenu mis en cause (vous pouvez préalablement contacter les auteurs),

argumentez précisément cette suppression dans la page de discussion
(un manque de référence n'est pas un argument ; une recherche réelle de référence doit avoir été effectuée, être formellement documentée).
Émile Mendels est un violoniste français, né à Paris le 25 décembre 1889 et mort le 18 mars 1987. Son père Maurice Mendels (1864-1925), violoniste, et sa mère Rosalie Levy (1867-1932), pianiste, étaient tous les deux professeurs au Conservatoire de Paris.

## Formation
Enfant prodige, il apprend d'abord le violon auprès de son père et de son oncle, Israël Isidore Mendels (1859-1929), violon solo à la Société des Concerts du Conservatoire de Paris et aux Concerts Lamoureux. Il entre au Conservatoire de Paris en 1901, à l'âge de 11 ans, reçu premier à l’unanimité sur 174 concurrents.
Élève dans la classe de Guillaume Rémy, il n'a que 14 ans en 1904 lorsqu'il reçoit le 1er prix du Conservatoire de Paris décerné à l'unanimité. Dans le jury, Jacques Thibaud lui dira: 
«Si vous ne devenez pas un des premiers violonistes du monde, vous serez un grand criminel». 
Dans le Monde musical, le même racontera: «Celui qui m’a étonné, c’est un gamin de 13 ans, le jeune Mendels. Il m’a ému, non seulement par son acquis, mais par des choses qui ne s’obtiennent pas par le travail, par sa nature franche, large et extraordinairement musicale, fermez les yeux et vous ne pourrez croire que c’est un enfant qui vous remue à ce point.»

## Carrière

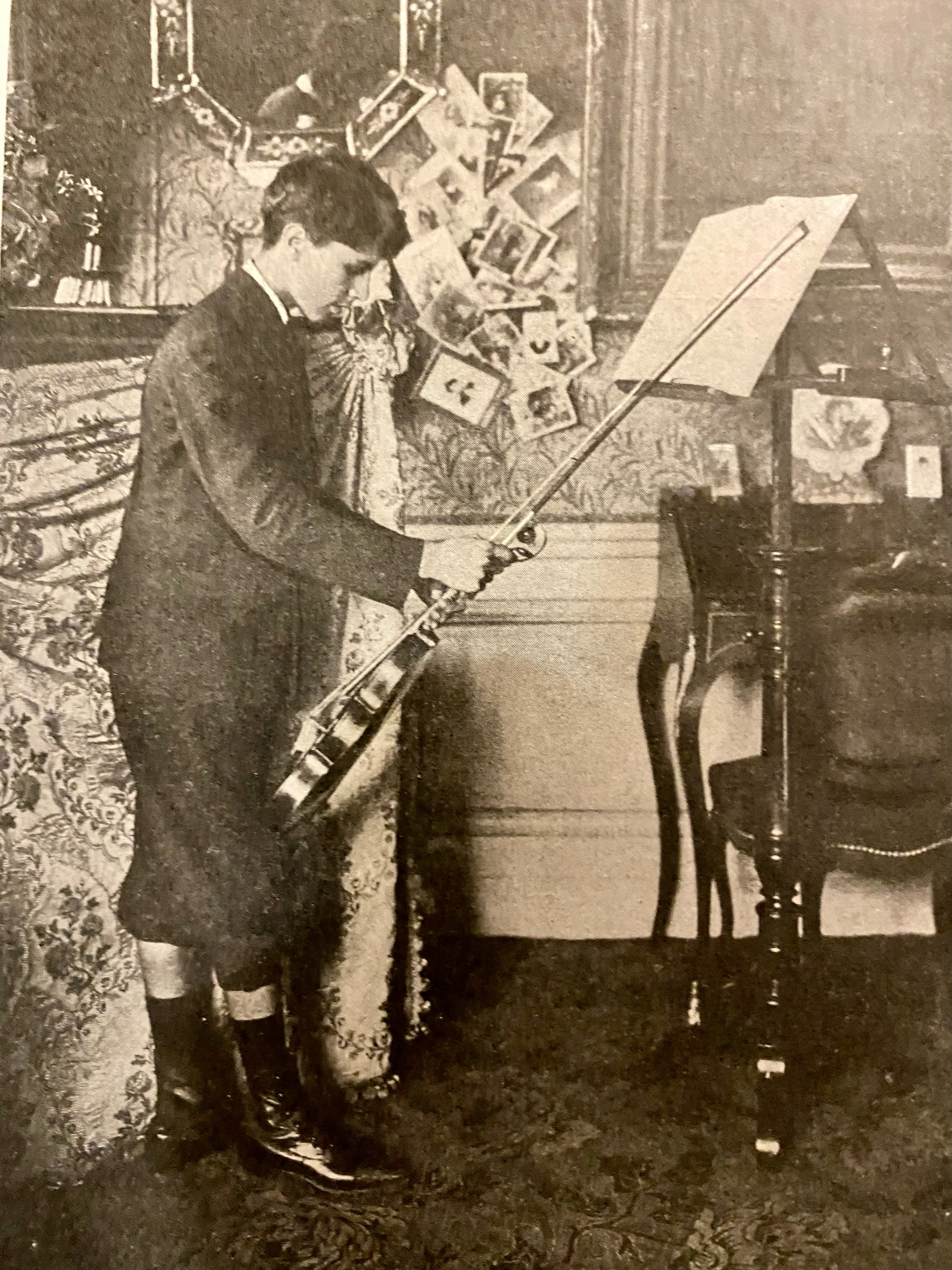
Emile Mendels, photographié chez lui, à Paris, en 1904, pour le journal La Vie illustrée.

Véritable virtuose, il entame une carrière de concertiste international de premier plan (Paris, Londres, Boston, New-York…). Parmi la presse abondante qui lui est consacrée, la Revue internationale de la musique et de théâtres lyriques écrit en 1907: «Une autre séance, le 17 janvier, nous a fourni l’occasion d’applaudir le jeune et merveilleux violoniste qu’est M. Émile Mendels. L'habileté technique de cet artiste touche à la perfection; il se joue avec simplicité des difficultés les plus ardues; nous avons noté entre autres une rare justesse dans les notes suraiguës, les harmoniques et les doubles cordes (…)»
 

Dans L’Ouest-Eclair en 1918:  
«Un des rois de l’Archet, violoniste virtuose universellement réputé, Emile Mendels (…) est un de ceux qui ont fait courir les capitales et qui, de toutes, ont rapporté de véritables triomphes.» 
Il se produit notamment avec ses amis Nadia et Lili Boulanger, Armande de Polignac, Eugène Wagner ou Lucien Niverd, qui lui dédie L’Intime veillée en 1910. En 1915, au Petit Palais des Champs-Élysées, il crée avec Lili Boulanger les pièces Cortège et Nocturne composées par cette dernière. Il occupera par ailleurs les fonctions de violon solo à l’Orchestre de Paris, aux Concerts Lamoureux et à l’Opéra de Paris. 

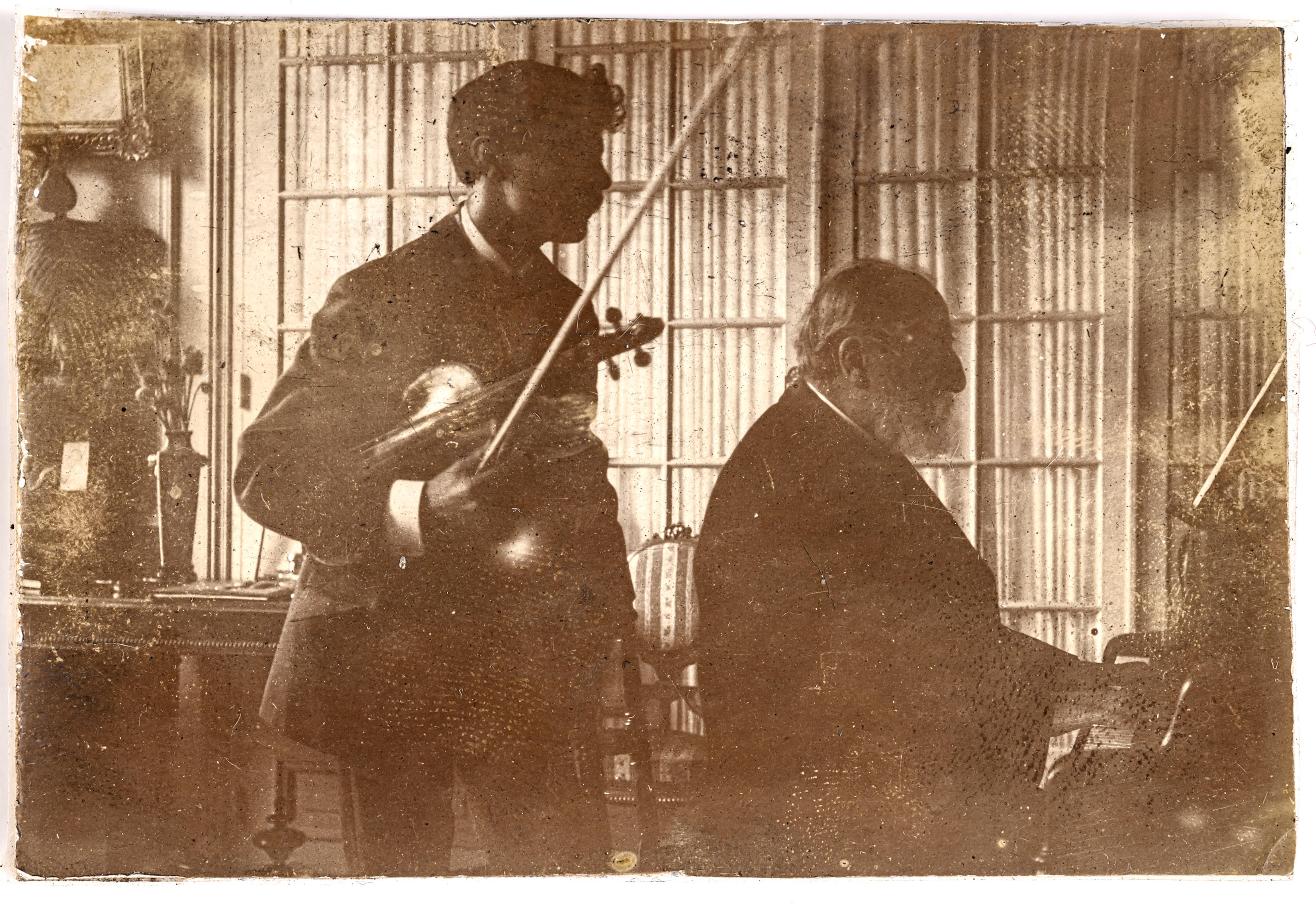
Émile Mendels avec le compositeur Camille Saint-Saëns, à Paris.

Avec son père Maurice et son oncle Israël Isidore Mendels, ils reçoivent régulièrement leurs amis Gabriel Fauré et Camille Saint-Saëns lors de séjours musicaux dans leur villa «les Sorbiers», à Bourron-Marlotte.
En 1918, Saint-Saëns écrira pour Emile Mendels une cadence au Concerto pour violon n°5 de Mozart (KV.219).
En septembre de la même année, ils créeront ensemble le Triptyque Op. 136 dédié par Saint-Saëns à la Reine Elisabeth de Belgique lors du fameux concert donné par le compositeur devant la cour à La Panne (Belgique).
En plein essor du phonographe, il signe plusieurs dizaines d’enregistrements (extraits audio) pour la maison de disques Pathé Records,, dont la toute première gravure du Carnaval de Venise de Paganini, accompagné par l’orchestre Pathé frères en 1908.

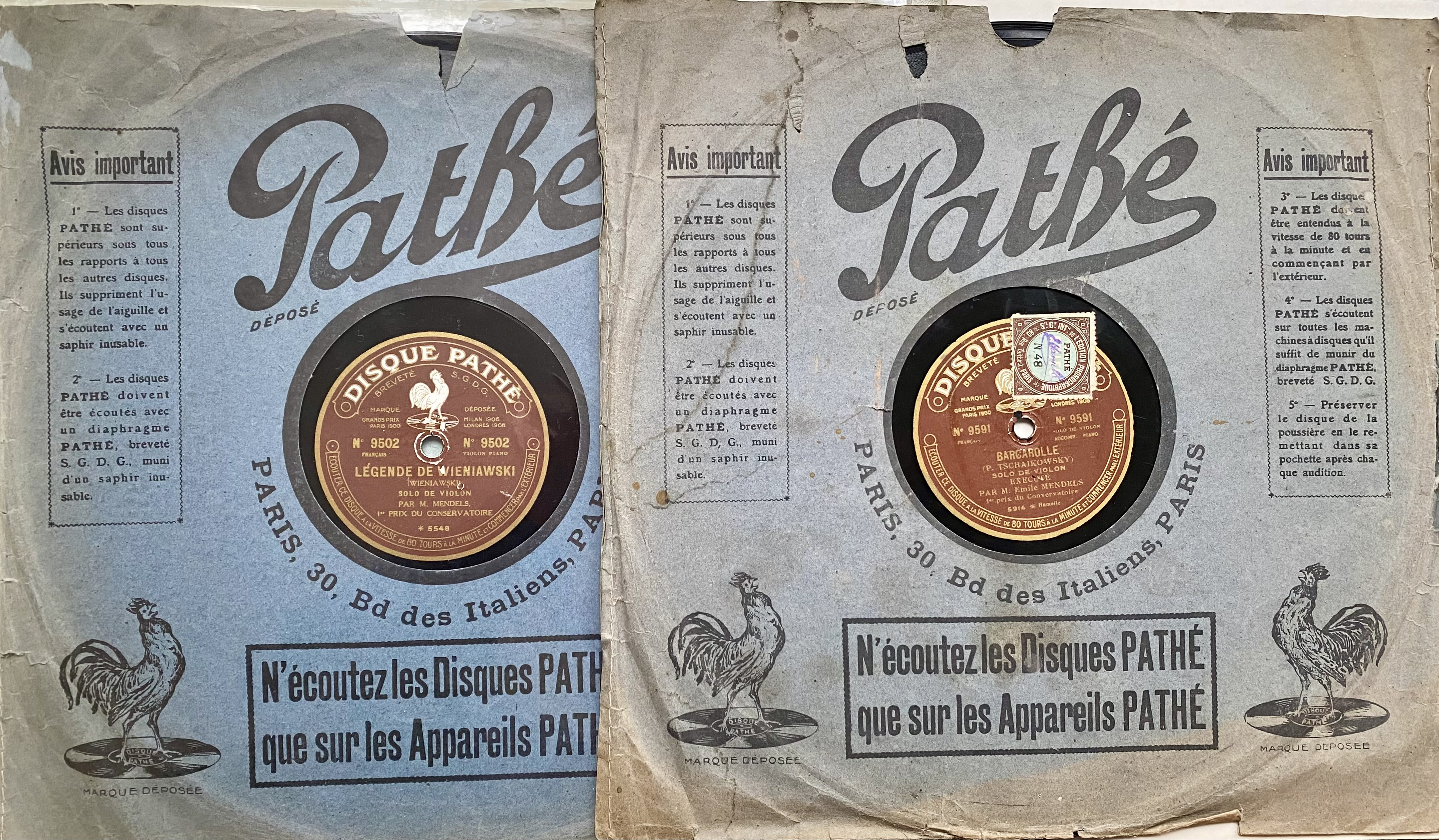

Emile Mendels composa aussi quelques œuvres:
- Amis d'enfance, mélodie pour chant et piano sur une poésie de Sully Prud'homme
- L'Éventail, mélodie pour chant et piano sur une poésie de Sully Prud'homme
- Sur une Oreille! Sonnet, poésie de Sully Prudhomme
- Gigue: à la manière de Jean-Sébastien, en la majeur, pour violon seul
- Tendresse, pour violon et piano

Sa carrière marque le pas au début de la Seconde Guerre mondiale, en raison notamment des lois anti-juives qui le ciblent lui et sa famille. Il échappe à la déportation. Grâce au journal L’Ouest-Éclair du 13 novembre 1939, nous savons qu’il se réfugie un temps à Alençon: «Pendant la messe célébrée par M. l’abbé Dupin, vicaire de la paroisse, la maitrise ainsi que MM. Mendels, l’illustre violoniste refugié à Alençon et notre sympathique violoncelliste, M. Alexis Niverd, font entendre de fort belle musique.»  Mais sa sœur, Marguerite Mendels (épouse Zarembovitch), et deux de ses nièces sont assassinées à Auschwitz en 1943.
Le violon de Caressa & Français fabriqué pour son 1er prix du Conservatoire de Paris est aujourd'hui conservé au musée de la musique à Paris.